# 古匈牙利字母
古匈牙利字母是馬札爾人於中世紀時所使用的一種字母。
馬札爾人於公元896年左右從烏拉山脈附近來到潘諾尼亞平原。匈牙利王國建立後，由於伊什特萬一世信仰基督教並在國內大力推行，古匈牙利字母的地位逐漸被拉丁字母取代。但在位於王國邊境的特蘭西瓦尼亞地區，當地的塞凱伊馬札爾人卻直到17世紀仍在大量使用這種字母，因此古匈牙利字母又被稱為“塞凱伊（馬札爾）字母”（匈牙利語：székely rovásírás或székely-magyar rovás）。
由於與日耳曼語族的盧恩字母在外形上類似，古匈牙利字母有時也被稱作“匈牙利盧恩（式）字母”。例如ISO 15924中，此種字母的英文正式名稱為“Old Hungarian (Hungarian Runic)”，即古匈牙利（盧恩）字母。
古匈牙利字母曾在17世紀後消亡，不過到了20世紀左右又開始在匈牙利當地復活，並和拉丁字母一起並列使用，是世界上除了希伯來字母後，少數恢復使用的古代文字之一，不過目前歐盟並未將該文字列入官方文字之一。

## 名稱
在現代匈牙利語中，此種字母的正式名稱為（塞凱伊字母）。其他常用名稱還有，以及（簡稱為，“雕刻，記錄”之意）等。

## 歷史

### 起源

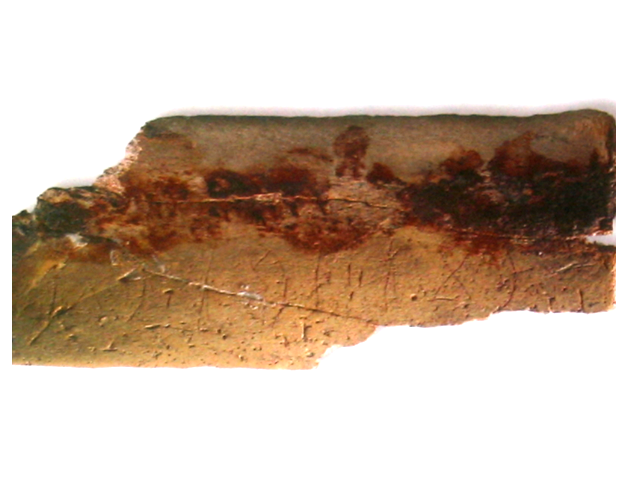
發現於霍莫克梅吉的10世紀銘文

古匈牙利字母脫胎於古突厥文字，最早可見於公元720年左右的碑文。古突厥字母則被認為是來源於中古波斯字母，粟特字母，以及佉盧文，而這些字母都是由亞蘭字母發展而成的。
公元7至8世紀，在大規模突厥遷移的影響之下，馬札爾人的祖先與突厥人也發生了語言和文化上的接觸，這一點也可以從古代匈牙利語中並不鮮見的突厥語借詞中看出來。因此，在古匈牙利語和突厥語中相同的發音所對應的字母基本上都很類似。而對於突厥語中不存在的發音，馬札爾人一般會用已有的字母加以改造來表示，而不是從別的語言借用。當然，也有少數幾個字母是從希臘字母中借用過來的，比如（來源於希臘字母Φ，對應拉丁字母的F）。
現代匈牙利語對此種字母的稱呼“rovás”（羅瓦什）最早可見於19世紀，起源於動詞“róni”（記錄）。這個動詞來自古代烏拉爾語系，而並非像匈牙利語中其他一些語義相關的詞彙（例如“írni”（動詞，寫），“betű”（名詞，字母），“bicska”（名詞，（刻字用的）小刀））一樣源於突厥語，這也從側面印證了古匈牙利字母由古突厥文字起源而來的事實。

### 中世紀匈牙利

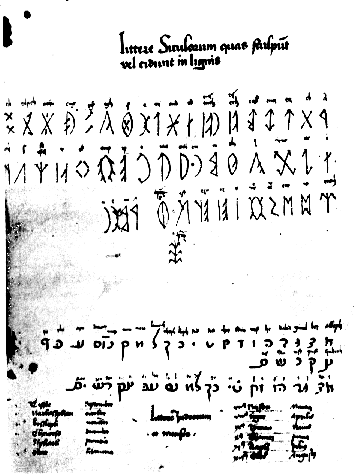
尼科爾斯堡字母表

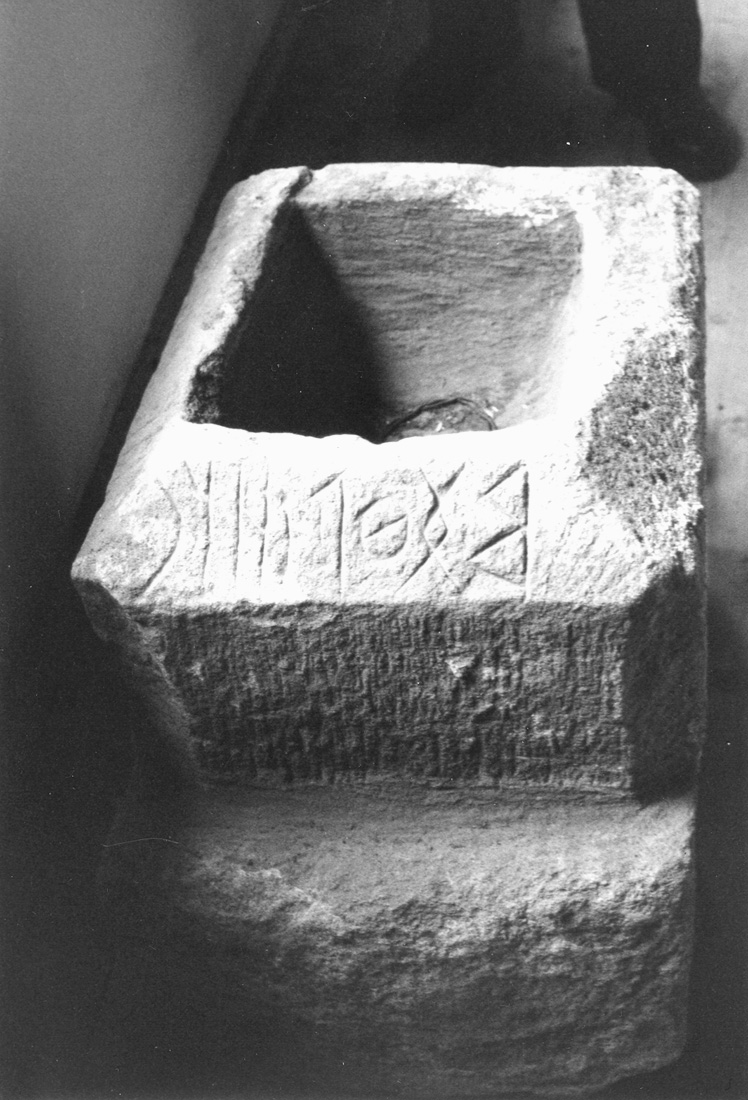
被認為製作於11世紀。上以古匈牙利字母刻有《約翰福音》中一句

公元10世紀，在碑銘中已經開始使用古匈牙利字母。例證之一便是在霍莫克梅吉被發現的一枚骨製箭筒的碎片上，發現有以古匈牙利字母所刻的10世紀銘文。而且雖然有很多人嘗試去解讀這一銘文，它的意義至今仍然無從知曉。
公元1000年，伊什特萬一世加冕為王，宣告在此之前僅為遊牧部落同盟的匈牙利成立匈牙利王國。雖然匈牙利王國採用拉丁字母為官方文字，但古匈牙利字母仍在方言中被繼續使用。
匈牙利盧恩字母這一名稱則是在13世紀，匈牙利史官凱札·西蒙所編纂的史書中首次被提及。在其中他認為塞凱伊人所使用的字母原本是弗拉赫人（東遷到巴爾幹半島北部的拉丁民族，例如羅馬尼亞人，阿羅蒙人等）的文字，這有可能是因為他弄混了古匈牙利字母和西里爾字母（羅馬尼亞語直到1860-1862年為止都只使用西里爾字母，直到1920年為止都還有使用西里爾字母的記錄）：“... non tamen in plano Panonie, sed cum Blackis in montibus confinii sortem habuerunt, unde Blakis commixti litteris ipsorum uti perhibentur”（⋯雖然在潘諾尼亞平原地區並沒有這種現象，但在與弗拉赫人聚居地交界的山區，他們與弗拉赫人雜居，並使用他們（弗拉赫人）的字母。）。關於古匈牙利字母的最古老抄本是一本於尼科爾斯堡城堡的書庫中發現的1483年搖籃版書籍，其尾頁上有一份手抄的完整古匈牙利字母表。該字母表包含35個單獨字母和15個合字，以及它們所對應的拉丁字母。

### 前近代
此時期，古匈牙利字母在多個地區已成為民間藝術的一部分。在此時的匈牙利王國，古匈牙利字母的使用頻率繼續下降，但仍有文物證明在此時期內依然有人使用這些字母。例如與尼科爾斯堡字母表類似的另一份1609年字母表抄本，證明在民間藝術中仍然適用這些字母。另外，還有一些17到19世紀之間創作的銘文中含有此種字母，這些銘文在匈牙利和羅馬尼亞的多地，如基貝德，科圖什，欣達里，索羅科馬，特爾古穆列什，拉庫，邁澤凱賴斯泰什，巴亞馬雷，圖爾達，凱奇凱梅特以及基什孔豪洛什等處都有發現。

### 學術探討
古匈牙利字母最初是在文藝復興後期的1598年，由雅諾什·特雷格狄（János Telegdi）在他的學術入門書籍《古代匈人語言起源》（拉丁語：Rudimenta Priscae Hunnorum Linguae）中提到的。在書中不僅記述了他對這些文字的理解，還有幾篇以古匈牙利字母寫出的匈牙利語文章，例如《主禱文》。
到了19世紀，學者們著手研究古匈牙利字母的拼寫使用規則以及其他一些特徵。這一時期“rovásírás”（羅瓦什字母）一詞在匈牙利國內獲得偏愛，而其他國家的古文字學家則傾向于使用“古匈牙利字母”一詞（如英文“Old Hungarian”，德文“Altungarisch”）。由於古匈牙利字母已被拉丁字母所取代，20世紀的語言學家只得從歷史資料入手重構古匈牙利字母的體系，例如民俗學家居拉·舍貝什提恩（Gyula Sebestyén）和語言學家居拉·內梅特（Gyula Németh）。在塞貝斯提恩的著作《盧恩字母和匈牙利盧恩式字母》（Rovás és rovásírás）和《匈牙利盧恩式字母的遺存》（A magyar rovásírás hiteles emlékei）中，他提供了很多關於古匈牙利字母的重要資料。

### 復活

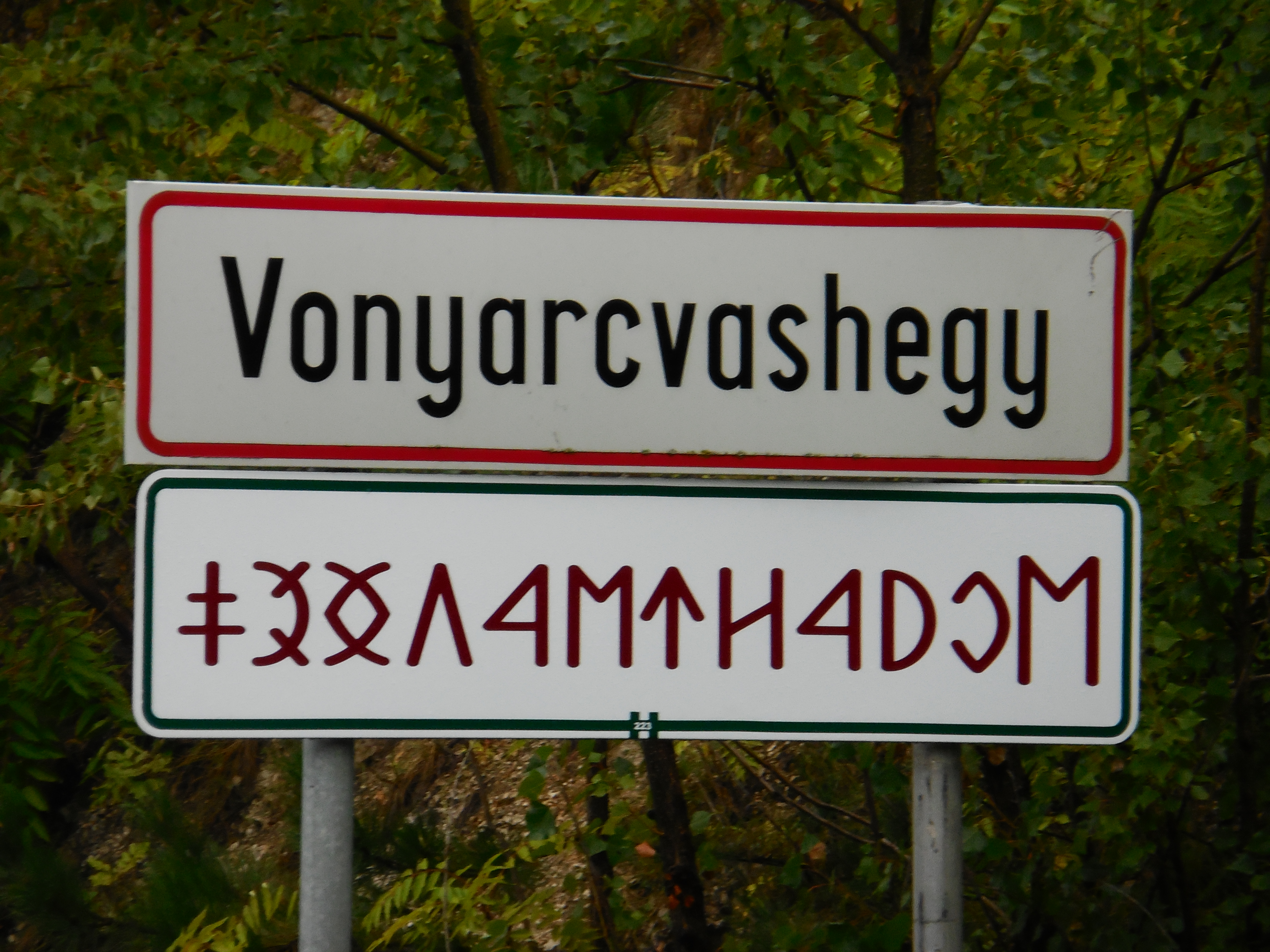
匈牙利沃尼奥尔茨沃什海吉村附近的路標上同時寫有拉丁字母和古匈牙利字母

以1915年的阿多連·馬札爾（Adorján Magyar）為首，古匈牙利字母一直在被人嘗試用於書寫現代匈牙利語，但不同的組織所推廣的古匈牙利字母對現代匈牙利語中長短母音的表現方法略有差別。例如阿多連·馬札爾對a/á和e/é兩對長短母音使用不同字母區分長母音和短母音，但其他的幾個母音字母則並不區分。而一所由佛萊·山多爾於1974年創建的學校所教授的方案中，除了a/á和e/é以外，i/í，o/ó，ö/ő，u/ú和ü/ű的長短亦使用不同的古匈牙利字母表示。古匈牙利字母的復活運動不僅在匈牙利本國（主要集中在布達佩斯附近）的民族文化教育中居於重要的地位，而且在海外的匈牙利移民（特別是在美國和加拿大）當中也擁有很高的人氣。
古匈牙利字母在現代還有其他的用途，例如匈牙利新異教主義活動中也會經常使用這些字母，正如日耳曼新異教運動中的盧恩字母，或者凱爾特新異教運動中的歐甘字母的地位一樣。此外，古匈牙利字母有時還會出現在塗鴉中，用於表達一些不可直言的政治意涵。

## 字母
古匈牙利字母表包括42個字母。與古突厥文字類似，部分子音字母有兩種形式，一種用於後母音（a、á、o、ó、u、ú）之前，另一種用於前母音（e、ë、é、i、í、ö、ő、ü、ű）之前。字母表中並不包含對應於現代匈牙利語中的dz，dzs兩個子音組合的字母，這是因為此兩個組合產生時期相對較晚。亦無對應外來詞彙中才有的q、w、x、y四個拉丁字母的字母。
| 拉丁字母 | 名稱              | 發音 (國際音標) | 古匈牙利字母 (圖像) | 古匈牙利字母 (Unicode) |
| -------- | ----------------- | --------------- | ------------------- | ---------------------- |
| A        | a                 | /ɒ/ⓘ            |                     | 𐲀 𐳀                    |
| Á        | á                 | /aː/ⓘ           |                     | 𐲁 𐳁                    |
| B        | eb                | /b/ⓘ            |                     | 𐲂 𐳂                    |
| C        | ec                | /ts/ⓘ           |                     | 𐲄 𐳄                    |
| Cs       | ecs               | /tʃ/            |                     | 𐲆 𐳆                    |
| D        | ed                | /d/ⓘ            |                     | 𐲇 𐳇                    |
| (Dz)     | dzé               | /dz/ⓘ           |                     | 𐲇與𐲯的合字             |
| (Dzs)    | dzsé              | /dʒ/            |                     | 𐲇與𐲰的合字             |
| E        | e                 | /ɛ/ⓘ            |                     | 𐲉 𐳉                    |
| É        | é                 | /eː/ⓘ           |                     | 𐲋 𐳋                    |
| F        | ef                | /f/ⓘ            |                     | 𐲌 𐳌                    |
| G        | eg                | /ɡ/ⓘ            |                     | 𐲍 𐳍                    |
| Gy       | egy               | /ɟ/ⓘ            |                     | 𐲎 𐳎                    |
| H        | eh                | /h/             |                     | 𐲏 𐳏                    |
| I        | i                 | /i/             |                     | 𐲐 𐳐                    |
| Í        | í                 | /iː/ⓘ           |                     | 𐲑 𐳑                    |
| J        | ej                | /j/ⓘ            |                     | 𐲒 𐳒                    |
| K        | ek                | /k/ⓘ            |                     | 𐲓 𐳓                    |
| K        | ak                | /k/ⓘ            |                     | 𐲔 𐳔                    |
| L        | el                | /l/ⓘ            |                     | 𐲖 𐳖                    |
| Ly       | elly, el-ipszilon | /j/ⓘ            |                     | 𐲗 𐳗                    |
| M        | em                | /m/ⓘ            |                     | 𐲘 𐳘                    |
| N        | en                | /n/             |                     | 𐲙 𐳙                    |
| Ny       | eny               | /ɲ/ⓘ            |                     | 𐲚 𐳚                    |
| O        | o                 | /o/             |                     | 𐲛 𐳛                    |
| Ó        | ó                 | /oː/ⓘ           |                     | 𐲜 𐳜                    |
| Ö        | ö                 | /ø/ⓘ            |                     | 𐲝 𐳝 𐲞 𐳞                |
| Ő        | ő                 | /øː/            |                     | 𐲟 𐳟                    |
| P        | ep                | /p/ⓘ            |                     | 𐲠 𐳠                    |
| (Q)      | eq                |                 |                     | 𐲓與𐲮的合字             |
| R        | er                | /r/ⓘ            |                     | 𐲢 𐳢                    |
| S        | es                | /ʃ/ⓘ            |                     | 𐲤 𐳤                    |
| Sz       | esz               | /s/ⓘ            |                     | 𐲥 𐳥                    |
| T        | et                | /t/ⓘ            |                     | 𐲦 𐳦                    |
| Ty       | ety               | /c/ⓘ            |                     | 𐲨 𐳨                    |
| U        | u                 | /u/             |                     | 𐲪 𐳪                    |
| Ú        | ú                 | /uː/ⓘ           |                     | 𐲫 𐳫                    |
| Ü        | ü                 | /y/             |                     | 𐲬 𐳬                    |
| Ű        | ű                 | /yː/ⓘ           |                     | 𐲭 𐳭                    |
| V        | ev                | /v/ⓘ            |                     | 𐲮 𐳮                    |
| (W)      | dupla vé          | /v/ⓘ            |                     | 𐲮與𐲮的合字             |
| (X)      | iksz              |                 |                     | 𐲓與𐲥的合字             |
| (Y)      | ipszilon          | /i/             |                     | 𐲐與𐲒的合字             |
| Z        | ez                | /z/ⓘ            |                     | 𐲯 𐳯                    |
| Zs       | ezs               | /ʒ/ⓘ            |                     | 𐲰 𐳰                    |

另外，古匈牙利字母中還有幾個既非表音文字也非合字的記號，它們被稱作。現在有人正在研究它們的來源以及傳統用法，例如：

## 特徵
- 古匈牙利字母總是從右往左橫寫。

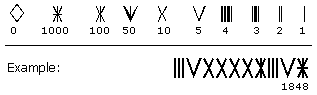
古匈牙利數字

- 古匈牙利數字與羅馬數字，伊特魯里亞數字以及楚瓦什數字基本相同，常用於記錄家畜等的數目。
- 頻繁使用合字。[17]
- 無大寫和小寫的區別，但專有名詞中第一個字母會寫得略大。
- 書寫時並不總是寫出母音字母，其規則如下：
  - 有兩個母音字母相鄰的話，均應寫出，除非省略後一個也不會與別的單字搞混。
  - 有兩個或以上詞語的子音字母排列相同時需要寫出母音字母以示區別。例如： – 所對應的單字有 – （車輪）和 – （圓形的），此時就必須寫出兩個完整單字以示區別。
  - 詞尾的母音字母必須寫出。
- 有時幾個連續的子音字母中會有省略現象，但這只是一種語音影響拼寫的個例。

## 文例
1501年罗马尼亚的聖馬丁短文
下劃線表示此處原本為合字，現分寫為單個字母。
以拉丁字母轉寫成古代匈牙利語：“ÚRNaK SZÜLeTéSéTÜL FOGVÁN ÍRNaK eZeRÖTSZÁZeGY eSZTeNDŐBE MÁTYáS
JÁNOS eSTYTáN KOVÁCS CSINÁLTáK MÁTYáSMeSTeR GeRGeLYMeSTeRCSINÁLTÁK
G IJ A aS I LY LY LT A”（在原文中出現的字母對應寫成大寫拉丁字母）
現代匈牙利語翻譯：“(Ezt) az Úr születése utáni 1501. évben írták. Mátyás, János, István kovácsok csinálták. Mátyás mester (és) Gergely mester csinálták [無法翻譯]”
譯文：“（該文）寫於主誕生後第1501年。鐵匠馬恰什，雅諾什（和）伊什特萬製作（該文）。工匠馬恰什（和）工匠格爾蓋伊製作[無法翻譯]”

## Unicode
经过多次提议，古匈牙利字母于2015年6月随着8.0版的发布加入Unicode标准。
古匈牙利字母的Unicode区块是U+10C80–U+10CFF：
| 古匈牙利字母 Old Hungarian[1][2] Unicode Consortium 官方碼表（PDF） |   |   |   |   |   |   |   |   |   |   |   |   |   |   |   |   |
|                                                                     | 0 | 1 | 2 | 3 | 4 | 5 | 6 | 7 | 8 | 9 | A | B | C | D | E | F |
| U+10C8x                                                             | 𐲀 | 𐲁 | 𐲂 | 𐲃 | 𐲄 | 𐲅 | 𐲆 | 𐲇 | 𐲈 | 𐲉 | 𐲊 | 𐲋 | 𐲌 | 𐲍 | 𐲎 | 𐲏 |
| U+10C9x                                                             | 𐲐 | 𐲑 | 𐲒 | 𐲓 | 𐲔 | 𐲕 | 𐲖 | 𐲗 | 𐲘 | 𐲙 | 𐲚 | 𐲛 | 𐲜 | 𐲝 | 𐲞 | 𐲟 |
| U+10CAx                                                             | 𐲠 | 𐲡 | 𐲢 | 𐲣 | 𐲤 | 𐲥 | 𐲦 | 𐲧 | 𐲨 | 𐲩 | 𐲪 | 𐲫 | 𐲬 | 𐲭 | 𐲮 | 𐲯 |
| U+10CBx                                                             | 𐲰 | 𐲱 | 𐲲 |   |   |   |   |   |   |   |   |   |   |   |   |   |
| U+10CCx                                                             | 𐳀 | 𐳁 | 𐳂 | 𐳃 | 𐳄 | 𐳅 | 𐳆 | 𐳇 | 𐳈 | 𐳉 | 𐳊 | 𐳋 | 𐳌 | 𐳍 | 𐳎 | 𐳏 |
| U+10CDx                                                             | 𐳐 | 𐳑 | 𐳒 | 𐳓 | 𐳔 | 𐳕 | 𐳖 | 𐳗 | 𐳘 | 𐳙 | 𐳚 | 𐳛 | 𐳜 | 𐳝 | 𐳞 | 𐳟 |
| U+10CEx                                                             | 𐳠 | 𐳡 | 𐳢 | 𐳣 | 𐳤 | 𐳥 | 𐳦 | 𐳧 | 𐳨 | 𐳩 | 𐳪 | 𐳫 | 𐳬 | 𐳭 | 𐳮 | 𐳯 |
| U+10CFx                                                             | 𐳰 | 𐳱 | 𐳲 |   |   |   |   |   |   |   | 𐳺 | 𐳻 | 𐳼 | 𐳽 | 𐳾 | 𐳿 |
| 註釋 1.^ 依據 Unicode 15.0 2.^ 灰色區域表示未分配的碼位             |   |   |   |   |   |   |   |   |   |   |   |   |   |   |   |   |

## 

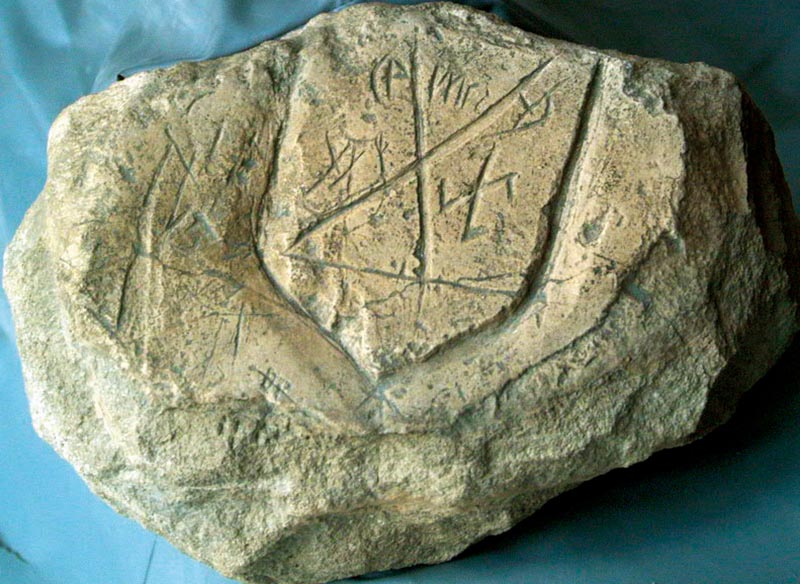
於匈牙利佩奇發現的石刻花紋中有古匈牙利字母（1250年左右）
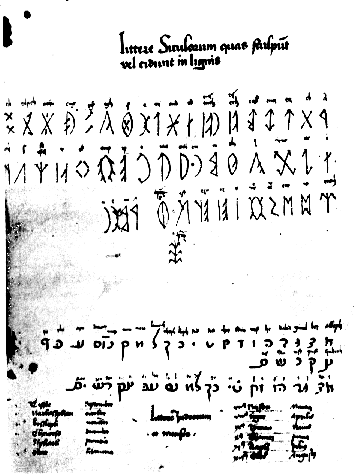
1483年的尼科爾斯堡字母表
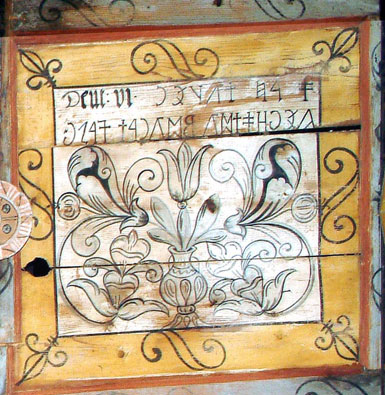
阿提德（羅馬尼亞語：Comuna Atid, Harghita）一神論教堂中的銘文（1668年）
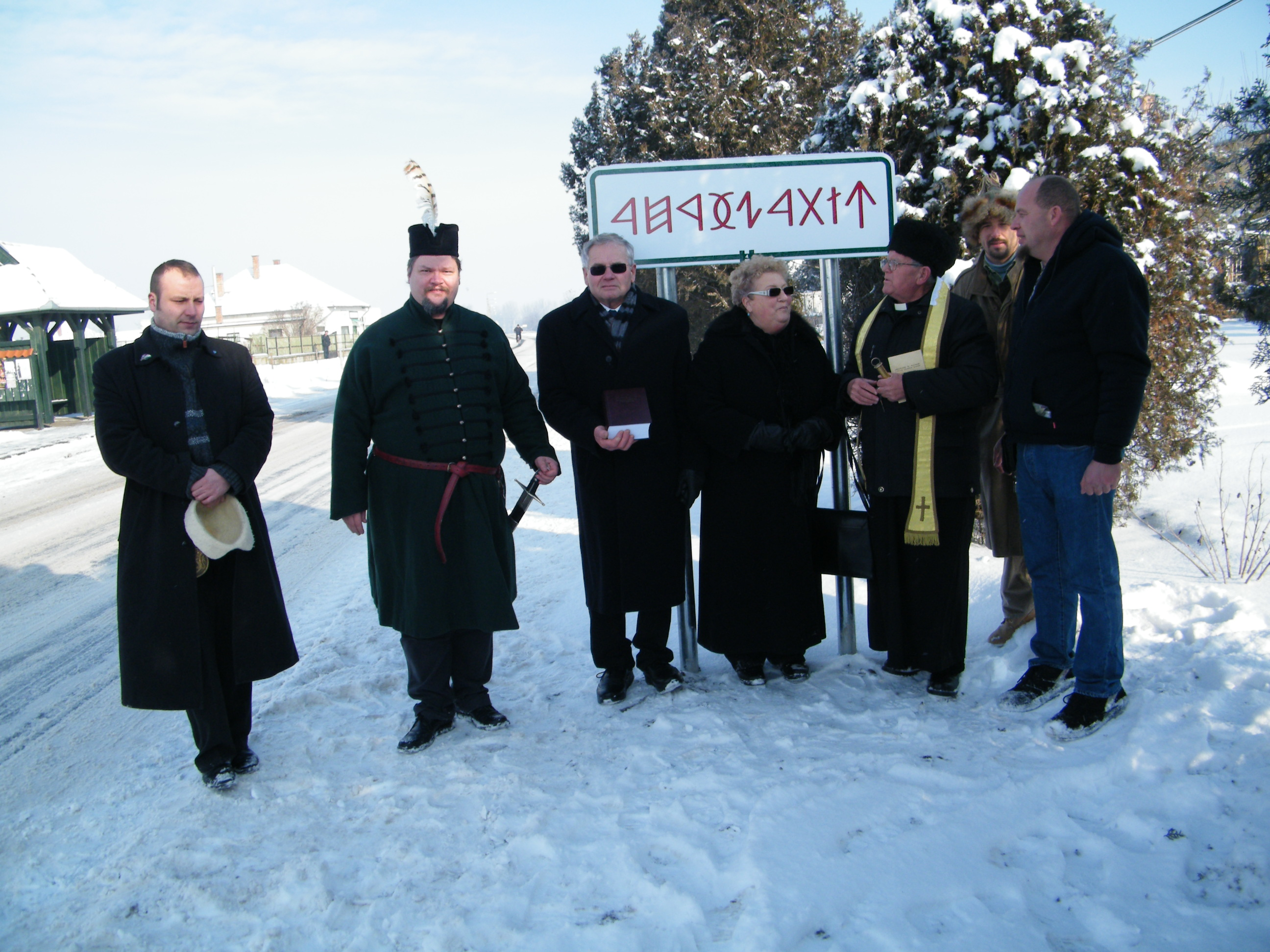
匈牙利齐包克哈佐（匈牙利语：Cibakháza）村，古匈牙利字母版本路標的落成儀式
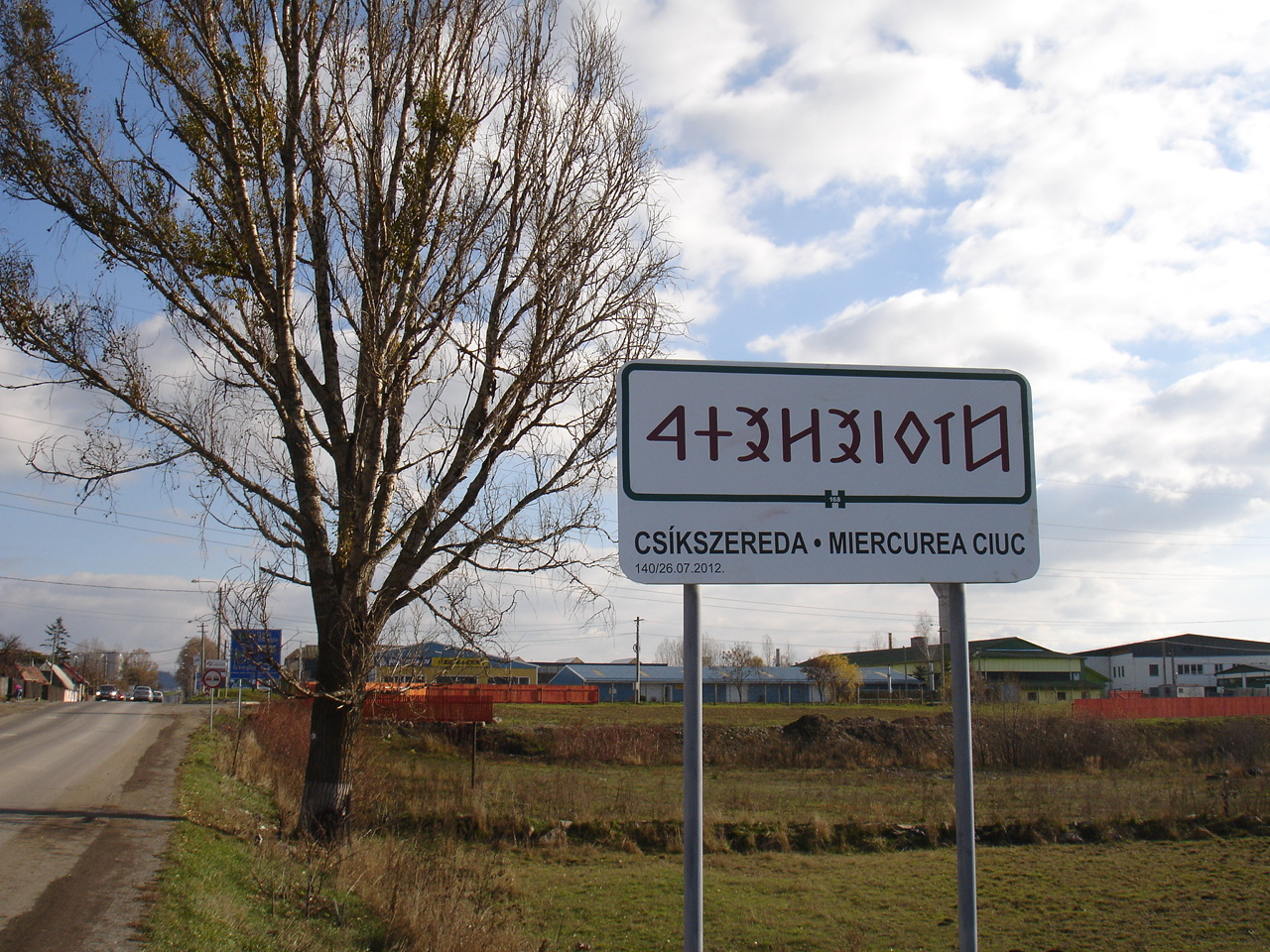
以古匈牙利字母寫有羅馬尼亞米耶爾庫雷亞丘克市名（匈牙利語名為奇克塞瑞達（Csíkszereda））的界標。下方的“·”號左方為匈牙利語，右方為羅馬尼亞語
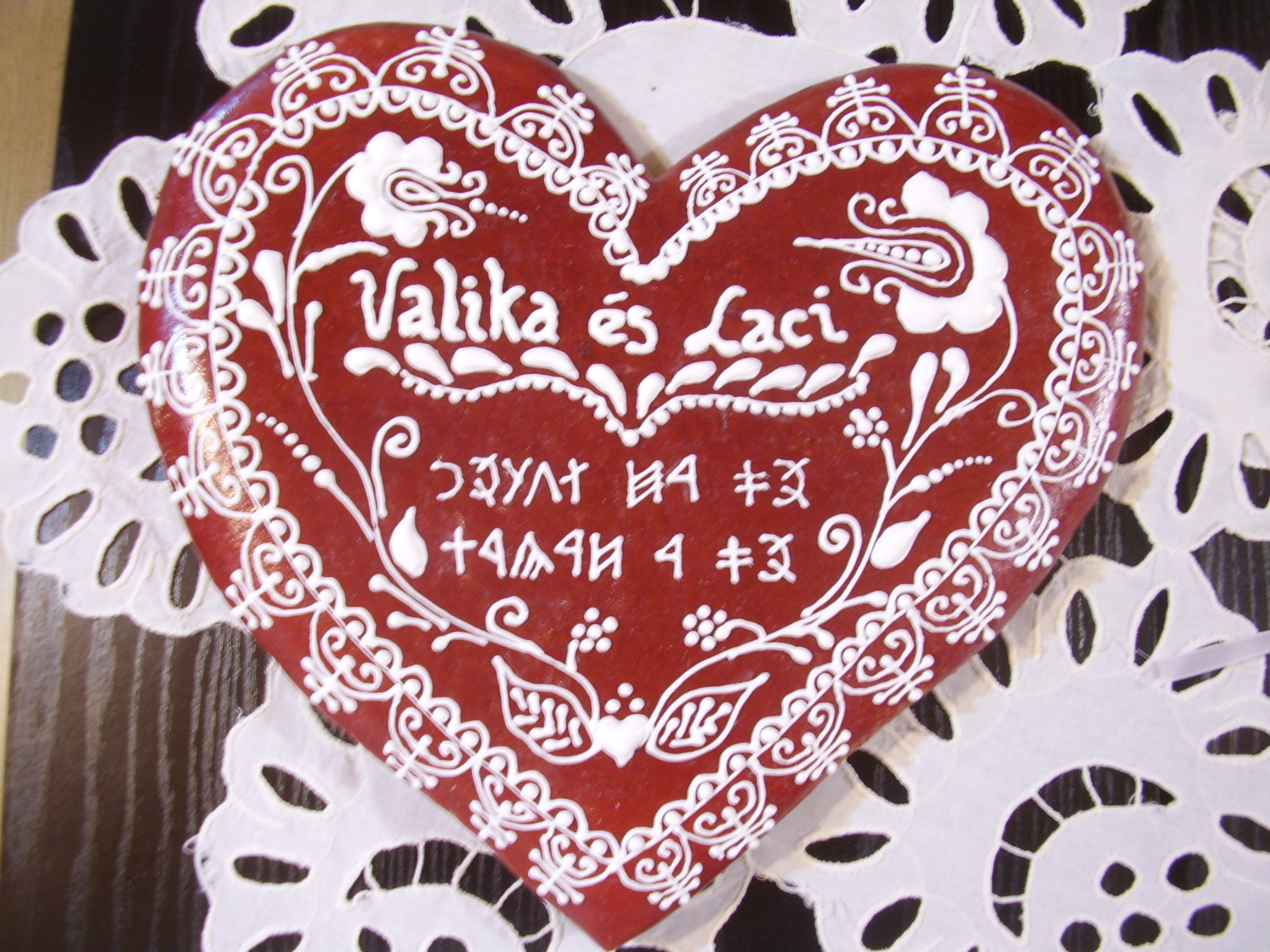
一個用於慶祝結婚紀念日的心形德式薑餅上寫有古匈牙利字母
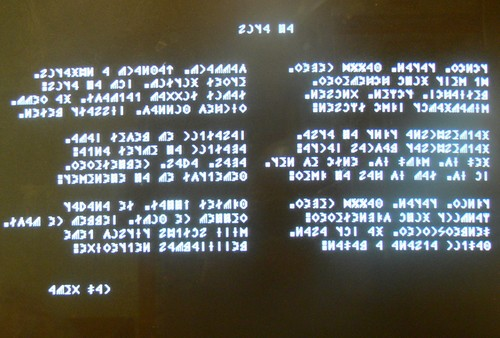
中學教師貝拉·納吉（Béla Nagy）於1996年發明的古匈牙利字母文字處理器。目前此種電腦程式已應用于電腦教學

## 外部連結
- Hungarian Runes / Rovás（页面存档备份，存于） 位於Omniglot
- （匈牙利文） （英文） Rovásírás（页面存档备份，存于） (Gábor Hosszú)
- Kiszely István: A magyar nép õstörténete
- Learning Rovas （页面存档备份，存于） （匈牙利文）
- The Living Rovas （匈牙利文）
- Hungarian Rovas Portal （匈牙利文）
- Szekely-Hungarian Rovas（页面存档备份，存于） （匈牙利文）
- Szekely-Hungarian Rovas （页面存档备份，存于） 位於RovasPedia
- 古匈牙利文Unicode字型 （页面存档备份，存于）